# Мордкин, Михаил Михайлович
Михаи́л Миха́йлович Мо́рдкин (9 [21] декабря 1880, Москва — 5 июля 1944, Милбрук, Нью-Джерси) — русский и американский солист балета, балетмейстер, балетный педагог. Развивая традиции московской школы русского балета, отличался энергичной, экспрессивной манерой исполнения, выработав новый для своего времени — мужественный и динамичный («героический») — стиль, один из основоположников американского классического балета, прозван «Гераклом балетной сцены».

## Биография
Родился в Москве в семье оркестранта Императорского Большого театра.
По окончании в 1899 году балетного отделения Московского театрального училища (педагог Василий Тихомиров) исполнял в 1900—1910 годах классические роли в Большом театре.
Выступив в рамках «Русских сезонов» в Париже 1909 году, стал партнёром Анны Павловой в гастролях в Лондоне и в США в 1910 и в 1911 году, в которых также принимала участие его супруга Бронислава Пожицкая. Организовал свою компанию The All-Star Imperial Russian Ballet и гастролировал с ней в США в 1911 году.
В 1912—1918 вновь работал в Большом театре, в 1914 году исполнял роль Хана в балете «Конёк-Горбунок» Горского. В 1917 году был назначен режиссёром театра.
В 1918 году, вследствие конфликта с руководством театра, покинул труппу Большого и занялся работой в созданной им в 1914 году студии и гастролям с труппой своих учеников. Вместе с Маргаритой Фроман возглавил балетную труппу в Киевском оперном театре, где поставил «Жизель», «Вальпургиеву ночь» и дивертисмент. В 1920—1922 годы руководил балетом в Тифлисском театре; здесь им были поставлены балет «Карнавал», новая редакция «Тщетной предосторожности» и «Жизели», «Коппелия» и другие балеты.
Впоследствии выехал в Литву и в 1924 году поселился в США. Работал 20 лет в Нью-Йорке руководителем труппы и хореографом в собственной школе до 1944 года.
В 1926 году создал Mordkin Ballet (Балет Мордкина). В его компании выступали известные танцоры и балерины Хильда Бутцова, Фелия Дубровская, Пётр Владимиров, Николай Зверев. После европейского тура в 1926 году компания распалась, в 1937 году открылась вновь на средства его ученицы Лючии Чейз, а в 1939 году была преобразована в Ballet Theatre (в 1956 году переименована в American Ballet Theatre (ABT), уже без участия Мордкина).
Его постановка балета «Тщетная предосторожность» П. Гертеля сохранилась в репертуаре многих мировых трупп.
Среди постановок труппы Mordkin Ballet: в 1937 году в Нью-Йорке — балет на сюиту Н. Н. Черепнина «Золотая рыбка», балетмейстер М. М. Мордкин.